# Heilig Kruiskerk (Kopenhagen)
De Hellig Kors Kirke (Nederlands: Heilig Kruiskerk) is een in het district Nørrebro gelegen neogotisch kerkgebouw in Kopenhagen, Denemarken.

## Beschrijving

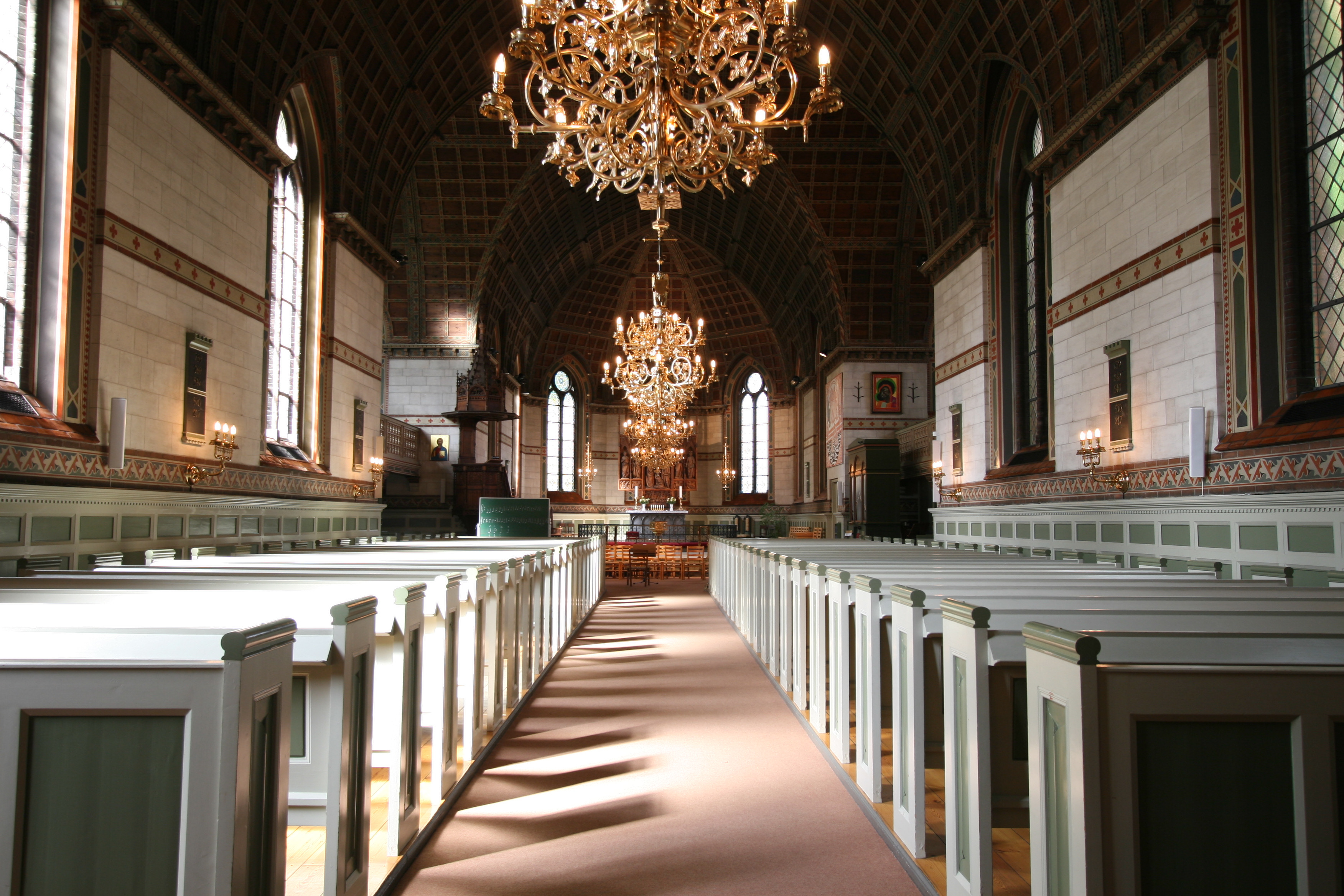
Interieur richting koor

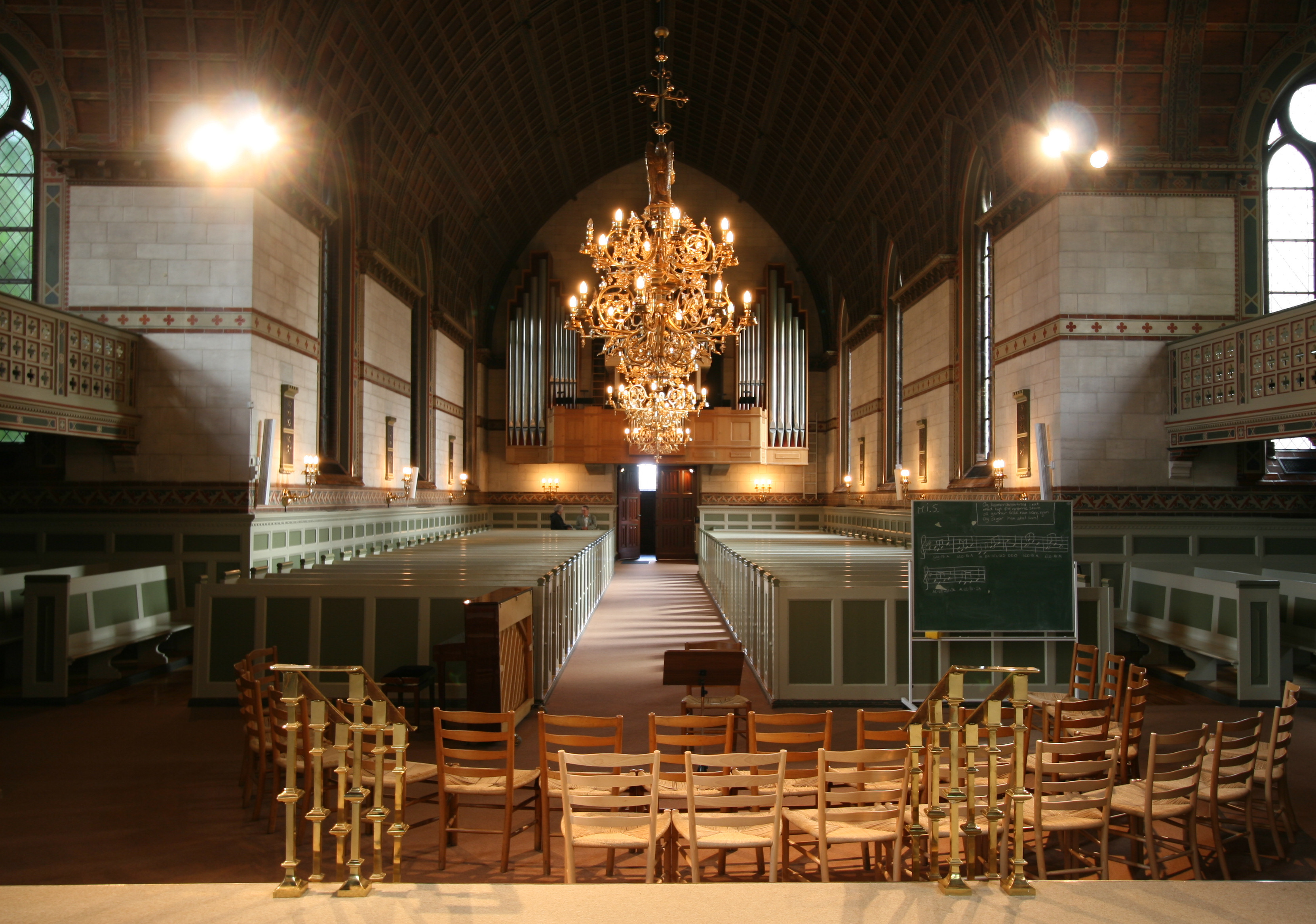
Interieur richting hoofdorgel

Het kerkgebouw is een ontwerp van de Deense architect Hermann Baagøe Storck, die vooral bekend werd wegens de restauraties van historische gebouwen. Het tussen 1887-1890 gebouwde godshuis oriënteert zich aan de Noord-Duitse baksteengotiek, zoals deze wordt aangetroffen bij de kerken van Lübeck. De 55 meter hoge kerktoren met achtkantige spits tussen vier topgevels is van iets latere datum en werd in 1895 gebouwd. De davidssterren in de cirkels aan de gevels op de toren ontbraken op de oorspronkelijke tekeningen, maar werden tijdens de bouw alsnog door de architect toegevoegd.
De kerk vormt samen met Brorsons Kerk de parochie Blågårdens.

## Interieur
De kerk zou bakstenen gewelven krijgen, maar omdat de begroting dan aanmerkelijk zou worden overschreden werd daar van afgezien. In plaats daarvan kreeg het een donker houten plafond met beschilderd met middeleeuwse decoraties. Om extra ruimte te creëren werden in de transeptarmen galerijen ingebouwd. De kerk had oorspronkelijk een capaciteit voor 1.600 mensen, waarvan de helft kon zitten. Tegen betaling konden de meest welgestelden hun plaatsen op de voorste banken reserveren. In 1960 werden de voorste banken verwijderd, zodat er ruim 600 zitplaatsen overbleven.
Het huidige interieur is nog grotendeels oorspronkelijk.
De neogotische kansel dateert uit 1890. Ook op de kanselkuip wordt de davidster als motief aangetroffen.
Het houtgesneden altaar heeft als centrale voorstelling de kruisiging van Christus. In de nis staat de het kruis met de gekruisigde Christus. Maria staat links van het kruis en Johannes rechts. Maria Magdalena omarmt knielend de voet van het kruis. Boven het kruis bevindt zich een duif, het symbool van de Heilige Geest. In de wimperg is opnieuw een davidster verwerkt. Naast de kruisigingsscène zijn de beelden van de evangelisten te zien met daaronder de hun symbolen (van links naar rechts Mattheüs met de engel, Marcus met de leeuw, Lucas met de os en Johannes met de adelaar). De top van het altaar wordt bekroond met een beeld van God de Heer met aan weerszijden engelen. Onder de kruisigingsscène is een traditionele voorstelling van het Laatste Avondmaal.

## Orgels
Het huidige orgel van de kerk werd in 1965 gebouwd door I. Starup & Søn en heeft 33 registers (oorspronkelijk 29). Het verving een ouder orgel. Rechts van het koor staat een koororgel van Marcussen & Reuter uit 1834.

## Afbeeldingen

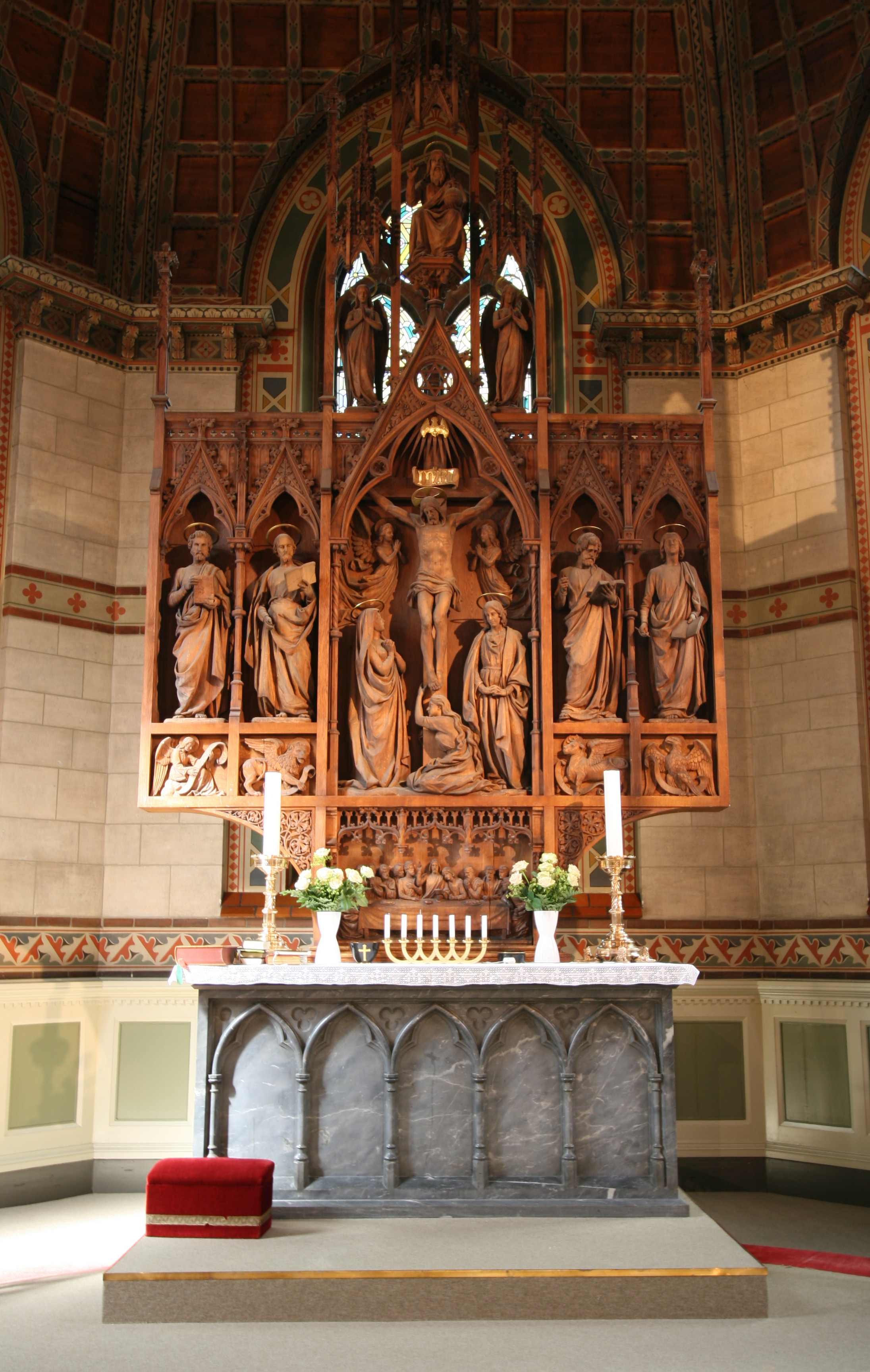
Altaar
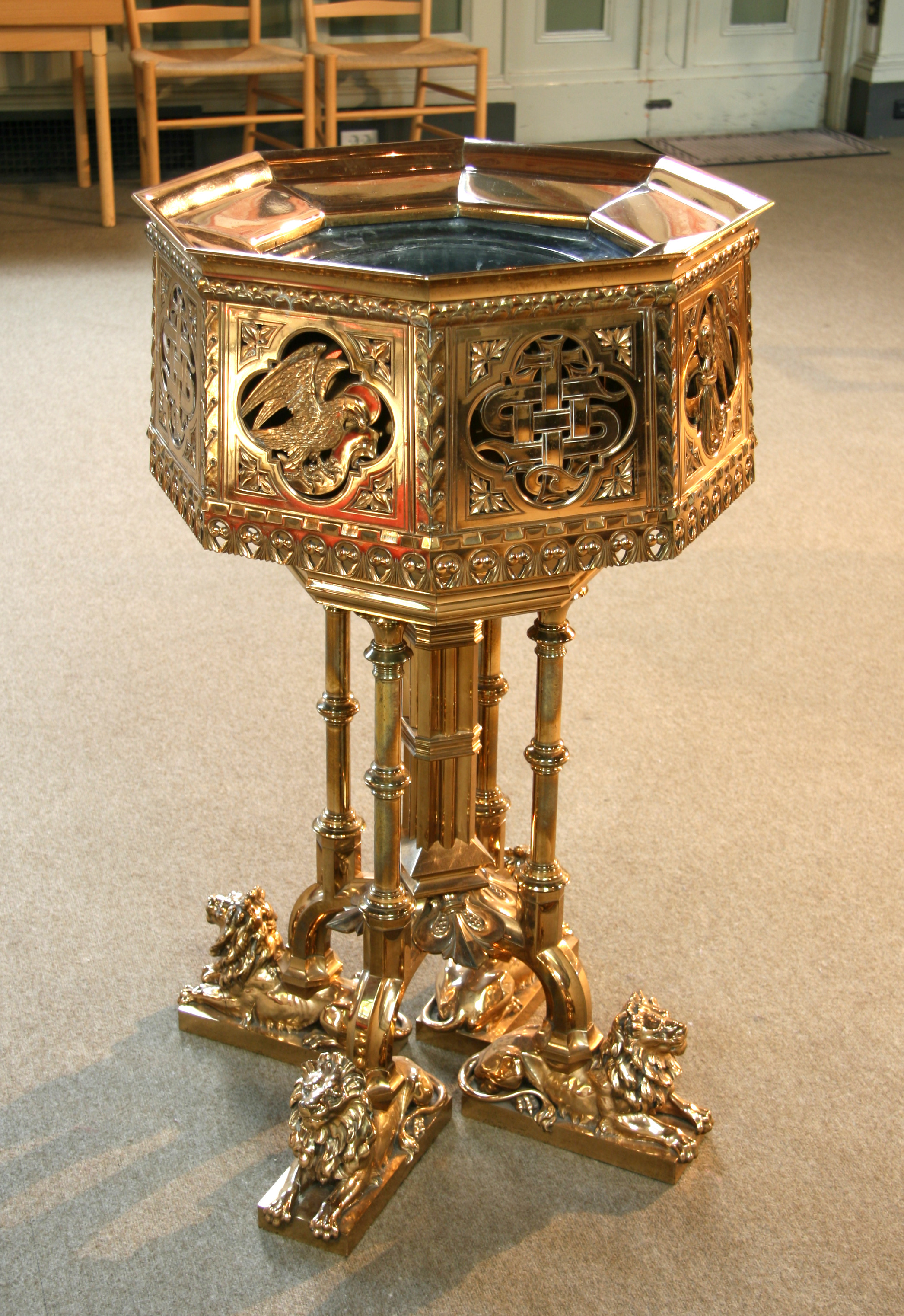
Doopfont
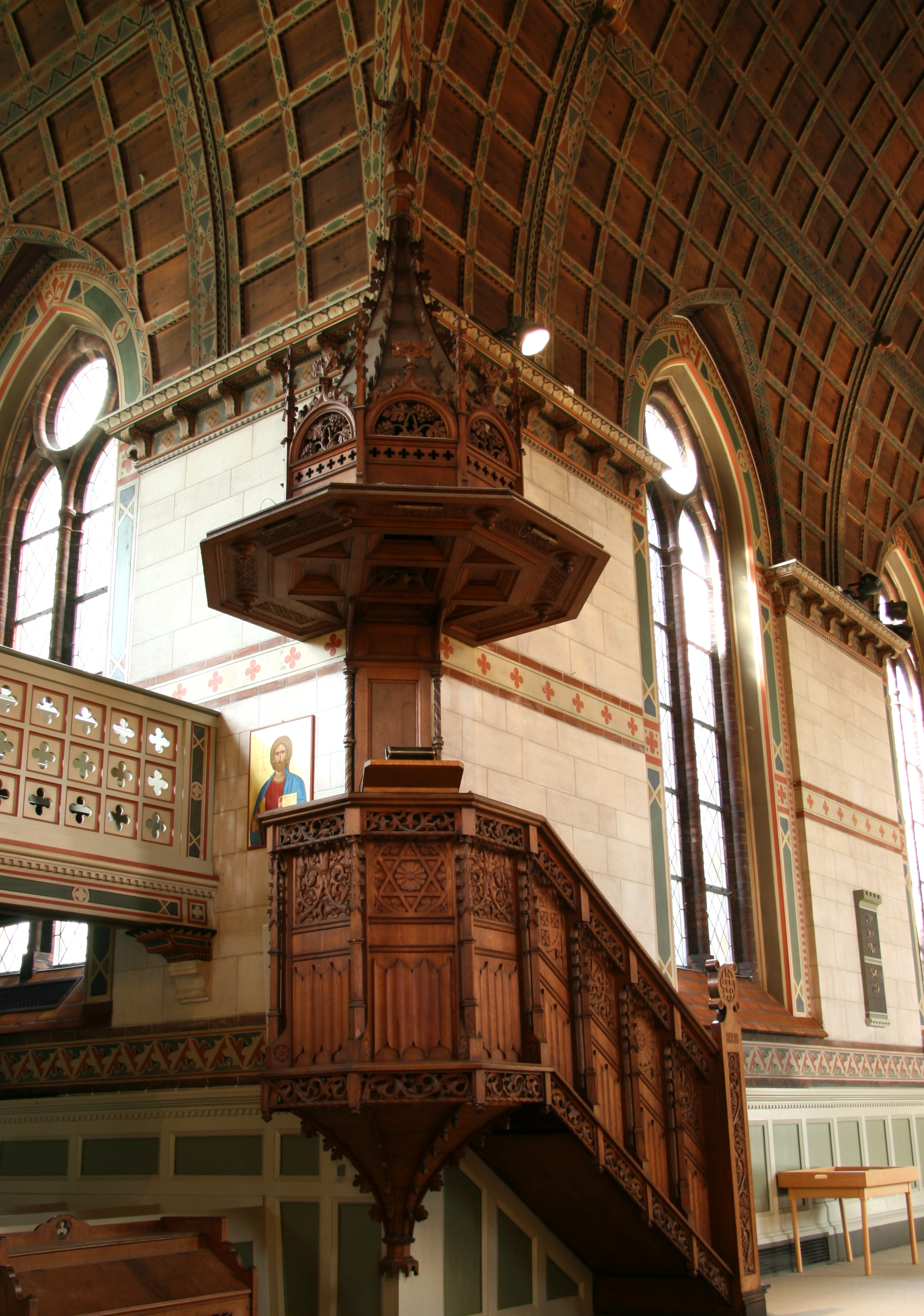
Preekstoel
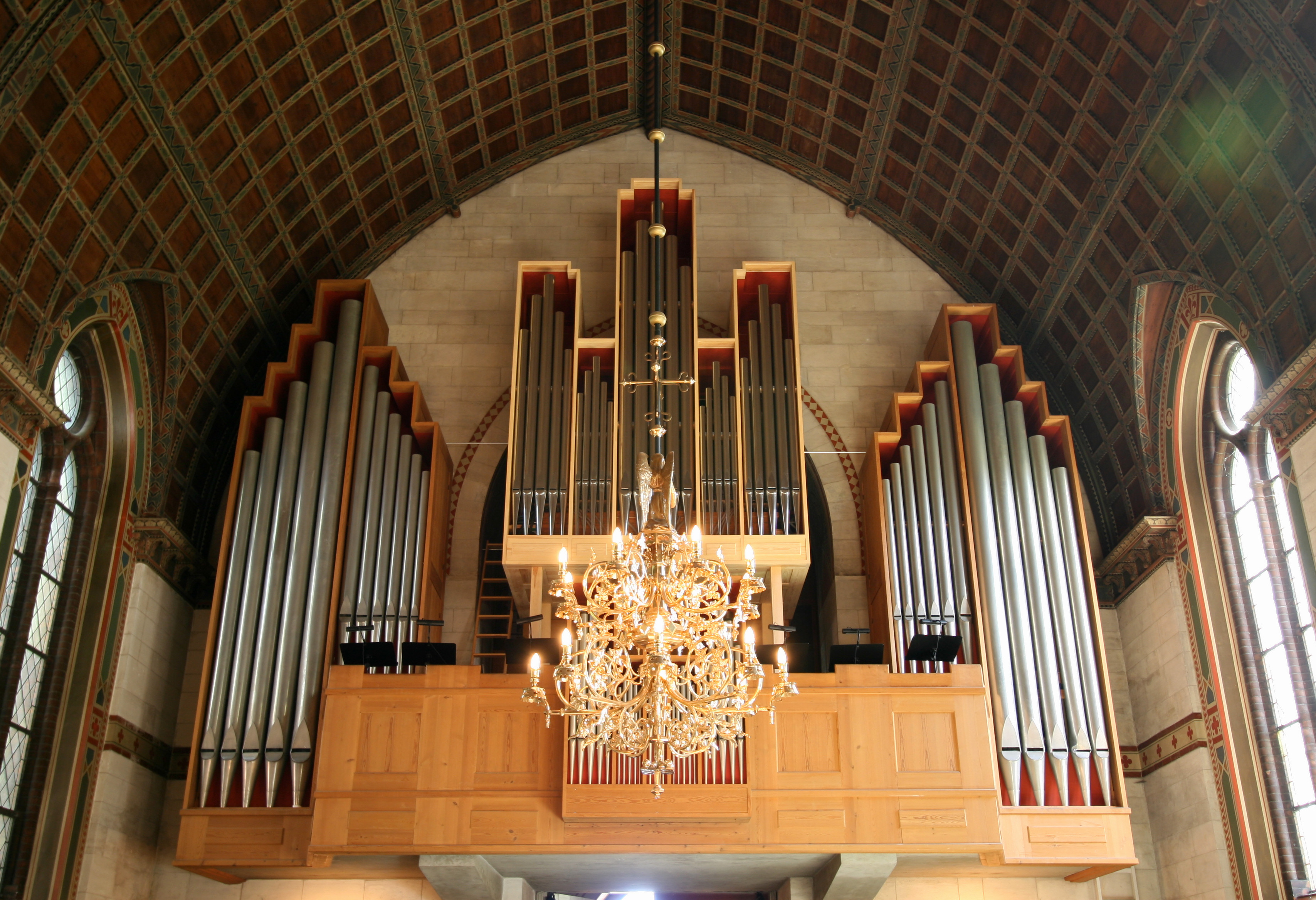
Hoofdorgel (1965)
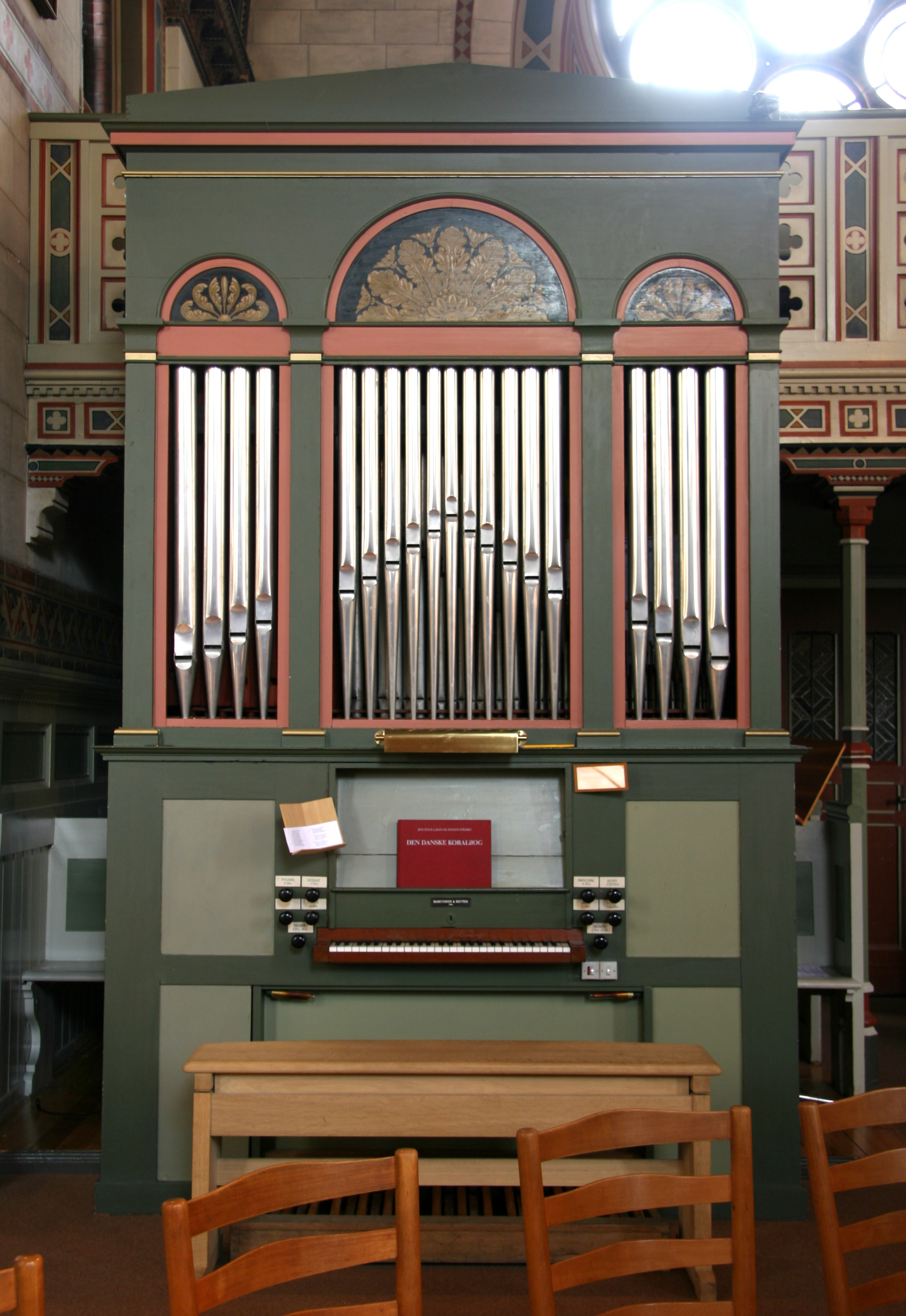
Koororgel (1834)
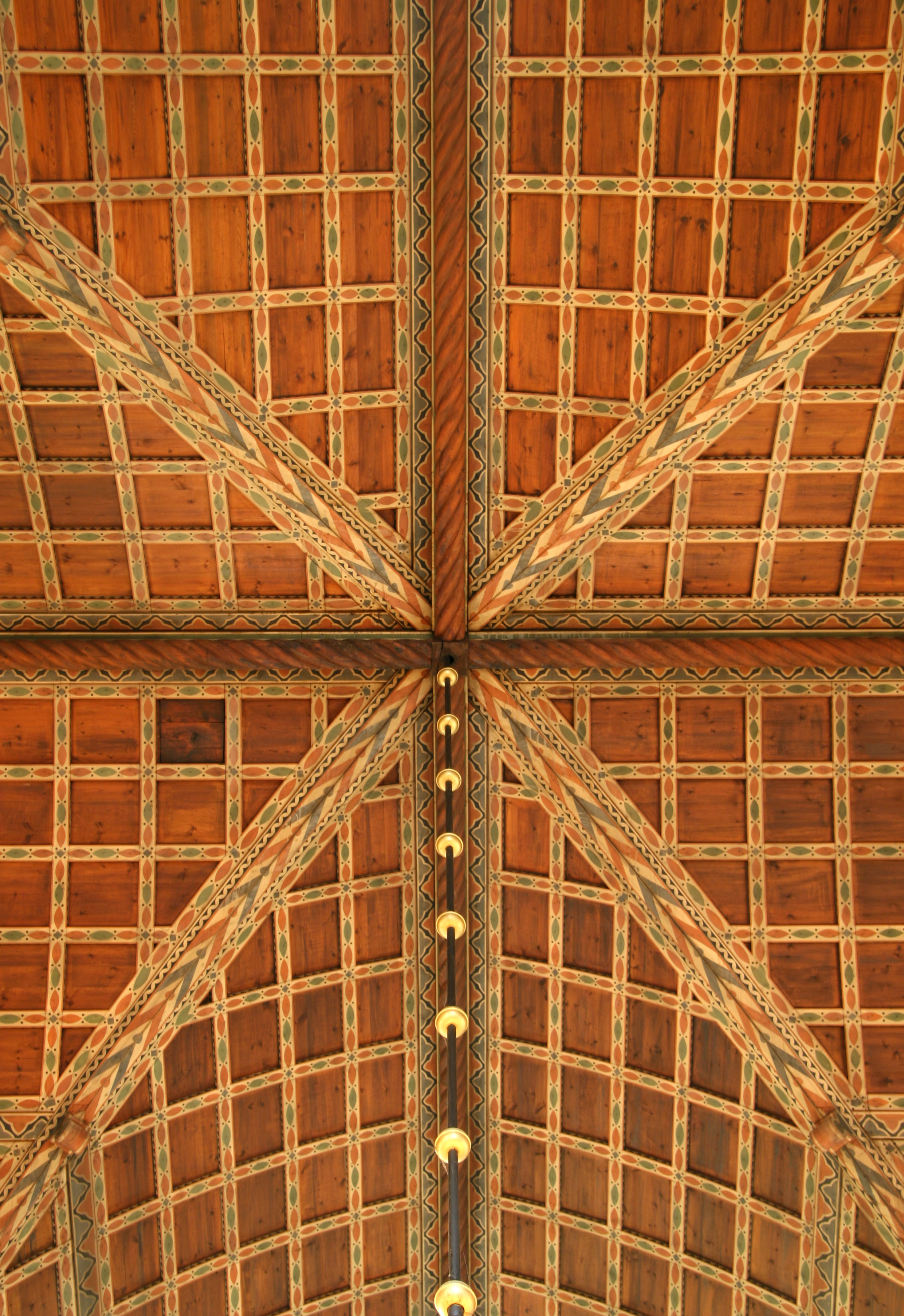
Plafond